# Rafał Kasprów
Rafał Aleksander Kasprów (ur. 15 lutego 1974) – polski dziennikarz i przedsiębiorca, były dziennikarz śledczy, głównie „Życia” i „Rzeczpospolitej”; od 2022 roku Prezes Zarządu Orlen Synthos Green Energy.

## Życiorys
Urodził się 15 lutego 1974 roku. W 1998 roku ukończył studia na kierunku „politologia” na Wydziale Dziennikarstwa i Nauk Politycznych Uniwersytetu Warszawskiego, w 2002 roku – studia w Szkole Głównej Handlowej w Warszawie (SGH). W 2004 roku uzyskał dyplom MBA w ramach studiów CEMBA prowadzonych przez SGH we współpracy z Université du Québec à Montréal. W 2021 roku ukończył studia doktoranckie w zakresie sztucznej inteligencji w Polskiej Akademii Nauk bez uzyskania stopnia doktora.
Rafał Kasprów był stypendystą Thomson Reuters Foundation, Departamentu Stanu Stanów Zjednoczonych (dwukrotnie), German Marshall Fund of the United States, Howard Gilman Foundation i Freedom House.

### Kariera dziennikarska
Od 1994 do 2000 roku Rafał Kasprów pracował jako dziennikarz, w tym również dziennikarz śledczy, pisząc o ekonomii i polityce. W latach 1994–1997 pracował w Telewizji Polskiej. Od roku 1996 – również w redakcji gazety „Życie”, a w latach 1998–2000 w „Rzeczpospolitej”.
Rafał Kasprów jest znany przede wszystkim jako dziennikarz śledczy, m.in. autor, wraz z Jackiem Łęskim, cyklu artykułów „Wakacje z agentem”, opublikowanych na łamach dziennika Życie w sierpniu 1997 roku. Cykl ten opisywał domniemane kontakty Aleksandra Kwaśniewskiego (piastującego w momencie publikacji tekstu urząd Prezydenta RP) z agentem wywiadu rosyjskiego Władimirem Ałganowem.
Inne ważniejsze opublikowane teksty to:
- Prywatne państwo[6] – opisanie mechanizmu kapitalizmu politycznego w Polsce na przykładzie BIG Banku,
- Człowiek Stalowej Woli[7] – artykuł ujawniający udział Grzegorza Żemka, szefa FOZZ, w malwersacjach finansowych w PKO BP[8],
- Jawne dla wybranych[9] – jeden z pierwszych tekstów dotyczących nieprawidłowości w działalności Wojskowych Służb Informacyjnych,
- Z nędzy do pieniędzy (napisany wspólnie z Luizą Zalewską[10] – o zatajonym podziale akcji pomiędzy pracowników Agory.

### Kariera w sektorze przedsiębiorstw
W latach 2000–2001 (według innego źródła – 2000–2002) Rafał Kasprów był członkiem Rady Nadzorczej Polskiego Górnictwa Naftowego i Gazownictwa, a także konsultantem ds. gazu i ropy naftowej dla Ministerstwa Skarbu Państwa w ramach projektu Banku Światowego. Od 2001 roku przez niemal 20 lat był współwłaścicielem i Partnerem Zarządzającym w firmie konsultingowej MDI Strategic Solutions, gdzie doradzał firmom z branży energetycznej, naftowej, telekomunikacyjnej i towarowej. W latach 2008–2009 pracował jako doradca do spraw strategii Zarządu Towarzystwa Funduszy Inwestycyjnych PZU. W 2017 roku został doradcą do spraw strategii zarządzana zieloną energią w spółce Synthos. W 2019 roku objął stanowisko Prezesa Zarządu spółki Synthos Green Energy, zajmującej się dekarbonizacją przemysłu w Polsce. Od 6 czerwca 2022 roku jest prezesem zarządu spółki Orlen Synthos Green Energy. Jest również członkiem zarządów BWRX Europe (spółki joint venture SGE i GE Hitachi Nuclear Energy) i BWRX Ltd. w Wielkiej Brytanii.

## Nagrody
- Nagroda Główna – Wolności Słowa w 6. Konkursie Nagrody Stowarzyszenia Dziennikarzy Polskich (SDP) w latach 1997–1998 – za profesjonalne dziennikarstwo śledcze w cyklu artykułów „W sieci Gawriłowa” dotyczących Banku Powierniczo-Gwarancyjnego Siergieja Gawriłowa,  napisanym z Jackiem Łęskim i opublikowany w „Życiu” w okresie 11 lutego – 22 kwietnia 1997[11].
- Honorowe Wyróżnienie w kategorii Nagrody Głównej – Wolności Słowa w 7. Konkursie Nagrody SDP w 1999 roku – za artykuł „Sztuka negocjacji” napisany z Jackiem Łęskim i opublikowany w „Rzeczpospolitej” 6 lipca 1998[12].
- Honorowe Wyróżnienie w kategorii Nagrody Głównej – Wolności Słowa w 8. Konkursie Nagrody SDP w 2000 roku – za artykuł „Zaginiona autostrada” opublikowany w „Rzeczpospolitej” 24 lipca 1999[13].